# トウミトウヒレン
トウミトウヒレン（東御塔飛廉、学名：Saussurea mihoko-kawakamiana）は、キク科トウヒレン属の多年草。

## 特徴
茎は直立し、生育する環境によって高さは13-70cmになり、上部で1-3回分枝する。茎にふつうは翼はないが、ときに幅1mmに満たない幅の狭い翼がある。花時に根出葉が存在することがある。根出葉は草質で、葉身は狭卵状三角形でときに狭卵状ほこ形になり、長さ5-12cm、幅2.5-7cm、先端は鋭頭、基部は浅い心形、縁には粗い鋸歯があるかしばしば波状縁になり、葉の両面はほとんど無毛であるが裏面に褐色の多細胞毛があり、葉柄は長さ6-16cmになる。茎につく葉は互生し、茎の下部につく葉の葉身も狭卵状三角形でときに狭卵状ほこ形になり、長さ10.5-14cm、幅4-5.5cm、長さ4-12cmになる葉柄があり、葉柄の上部に翼がある。
花期は8-9月。頭状花序は散房状に3-6個ときに10個が総状にまばらにつくか単生し、頭花の径は約15mm、花柄は長さ5-35mmとなり、淡褐色をした多細胞の縮毛が密生する。総苞は長さ13-16mm、径8-10mmになる筒形から鐘形で、緑色をしている。総苞片は8-9列あり、片は圧着・斜上し、総苞外片は広倒卵形になり、長さ6mmで先は長く尾状に伸びる。頭花は筒状花のみからなり、花冠の長さは10-12mm、色は紅紫色になる。果実は長さ4.5mmになる痩果で、灰褐色で紫色の条がある。冠毛は2輪生で、落ちやすい外輪は長さ3-4mm、花後にも残る内輪は長さ9-10mmになる。

## 分布と生育環境
日本固有種。本州の中部地方の浅間山地の固有種で、亜高山帯の夏緑林の林縁や林間の草地または高山帯の風衝草原に生育する。

## 名前の由来
トウミトウヒレンは、「東御塔飛廉」のこと。基準産地は長野県と群馬県にまたがる篭ノ登山で、和名は分布域の中心が長野県東御市であることから名がつけられた。種小名（種形容語）mihoko-kawakamiana は、本種の存在に独自に気が付いた長野県上田市の川上美保子への献名である。

## 新種記載
2017年に門田裕一（国立科学博物館）によって、『植物研究雑誌』Vol.92、「アジア産トウヒレン属 (キク科) の分類学的研究 VIII. 本州産の3新種」において、サドヒゴタイ-Saussurea nakagawae、ヤマガタトウヒレン-Saussurea yamagataensisとともに新種として命名記載された。

## ギャラリー

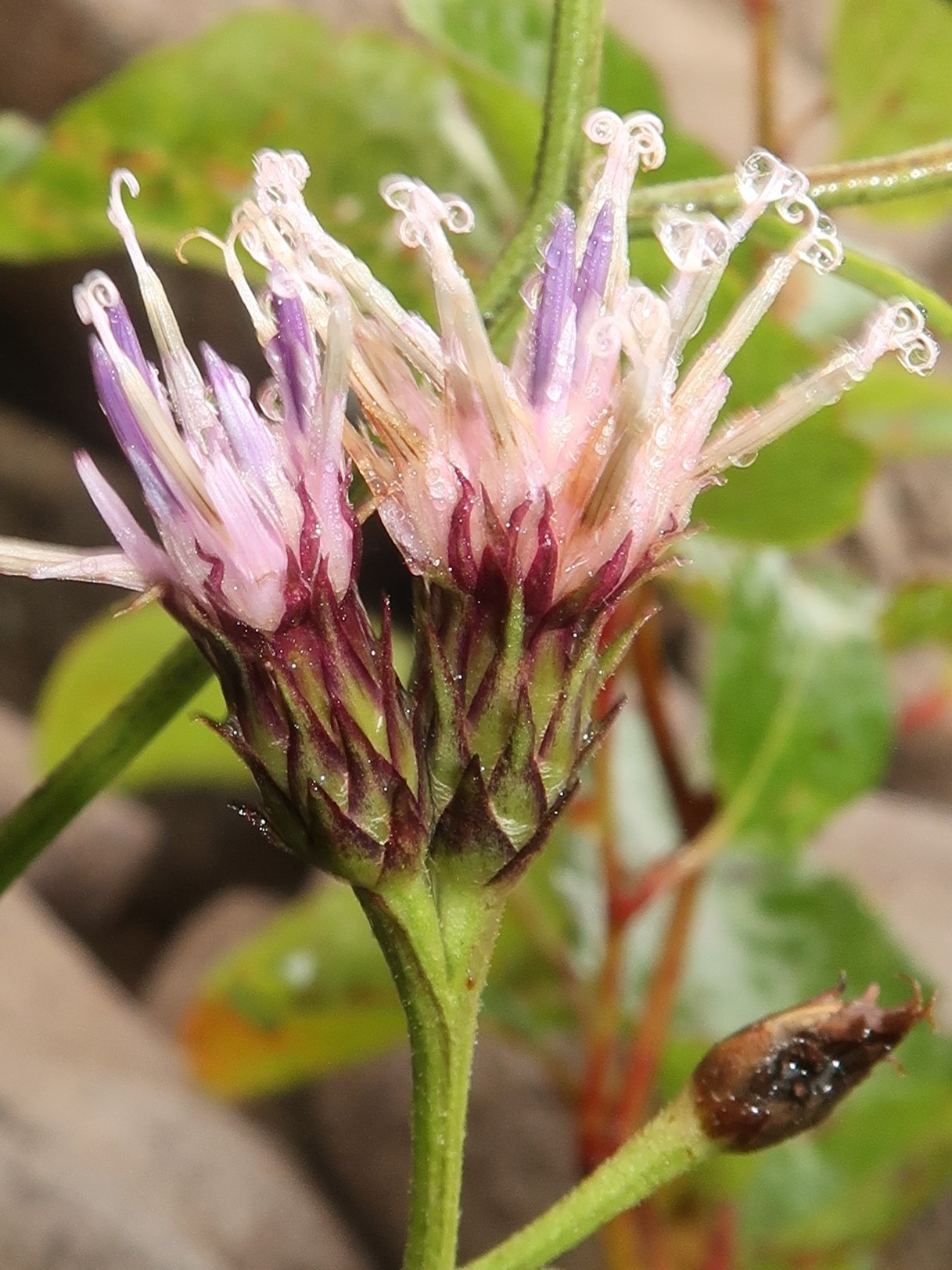
頭花は散房状につく。総苞片はは圧着・斜上し、先は長く尾状に伸びる。
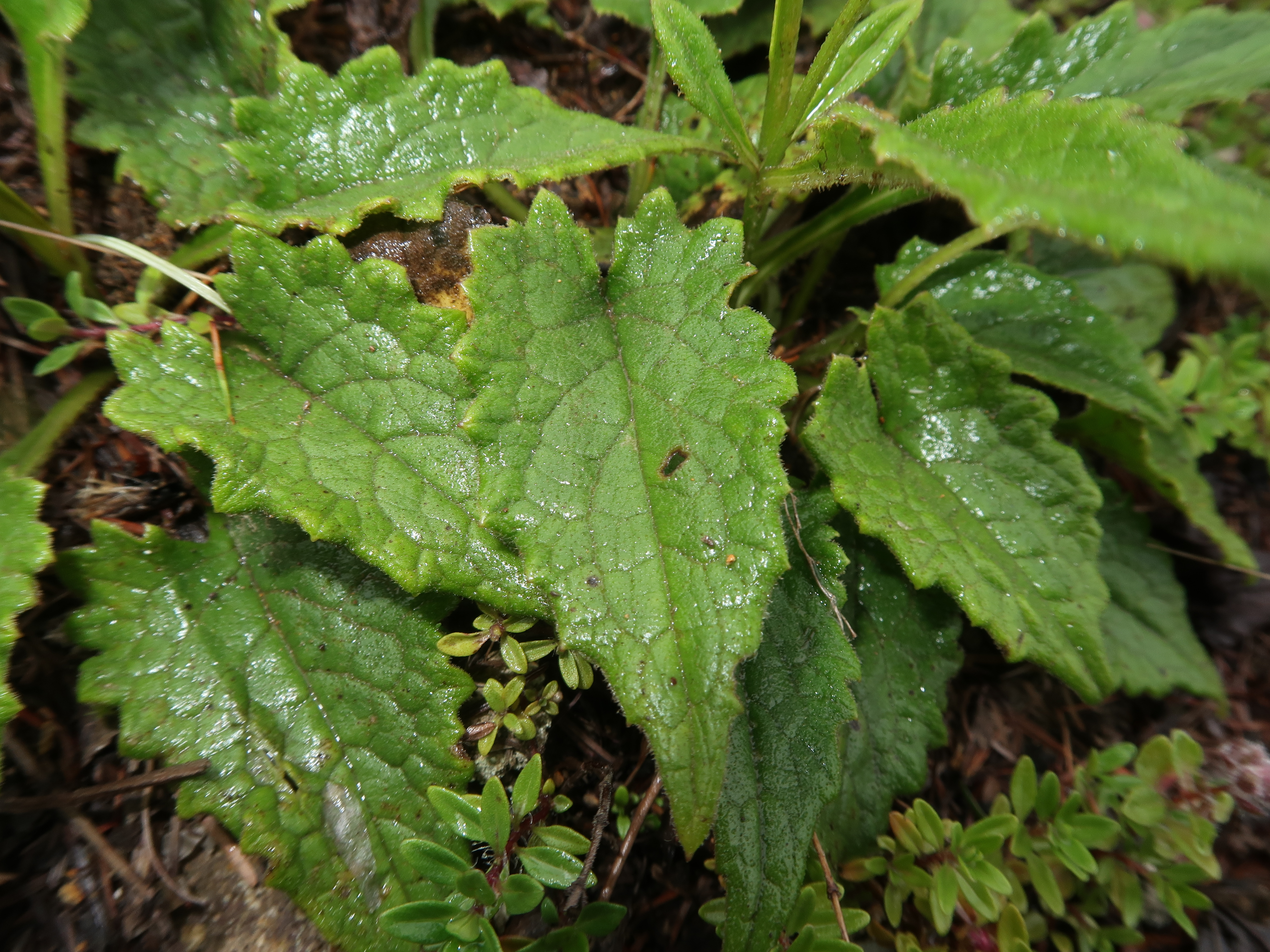
根出葉。高山帯の風衝草原のもの。
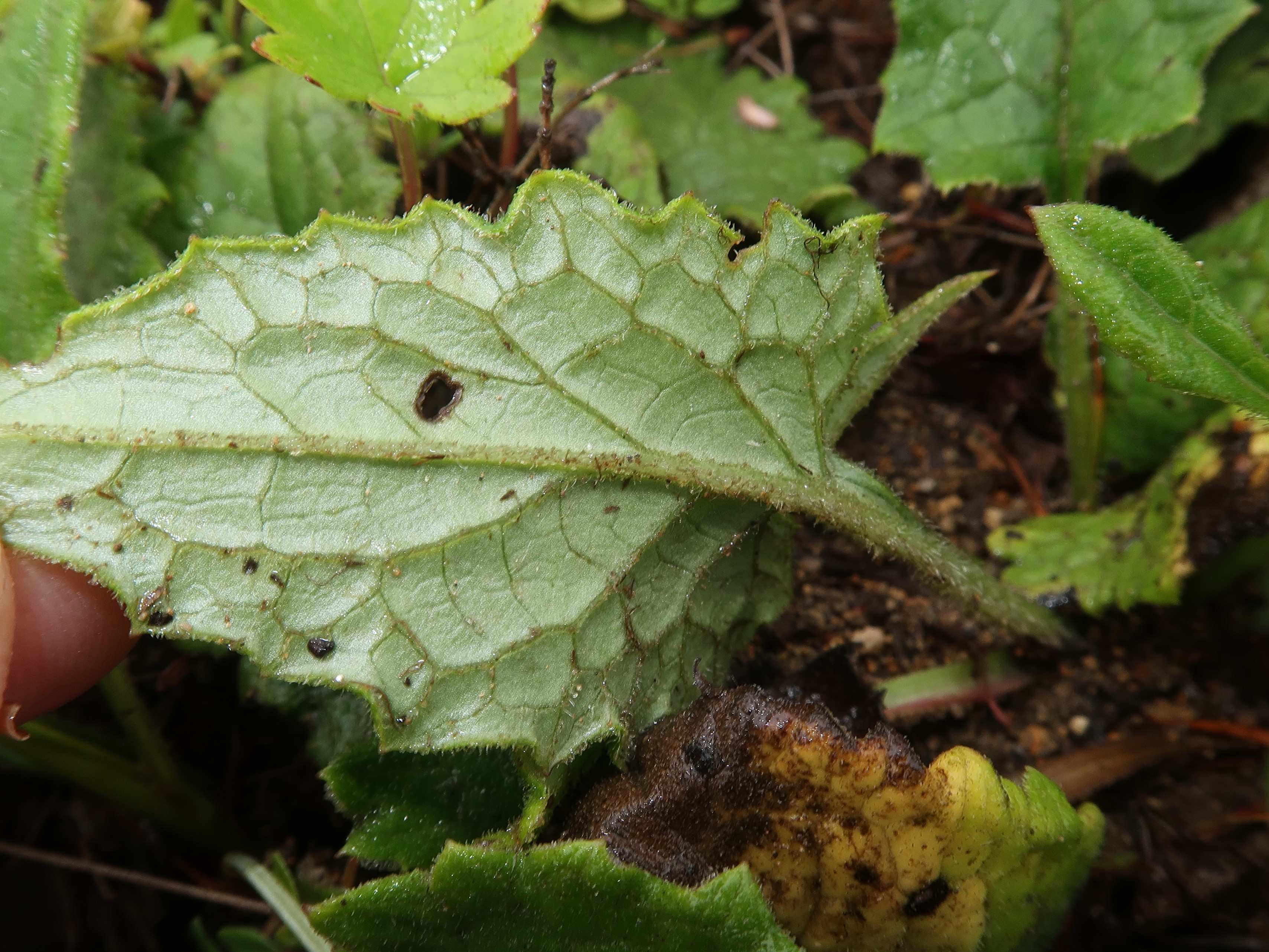
根出葉の裏面。褐色の多細胞毛がある。
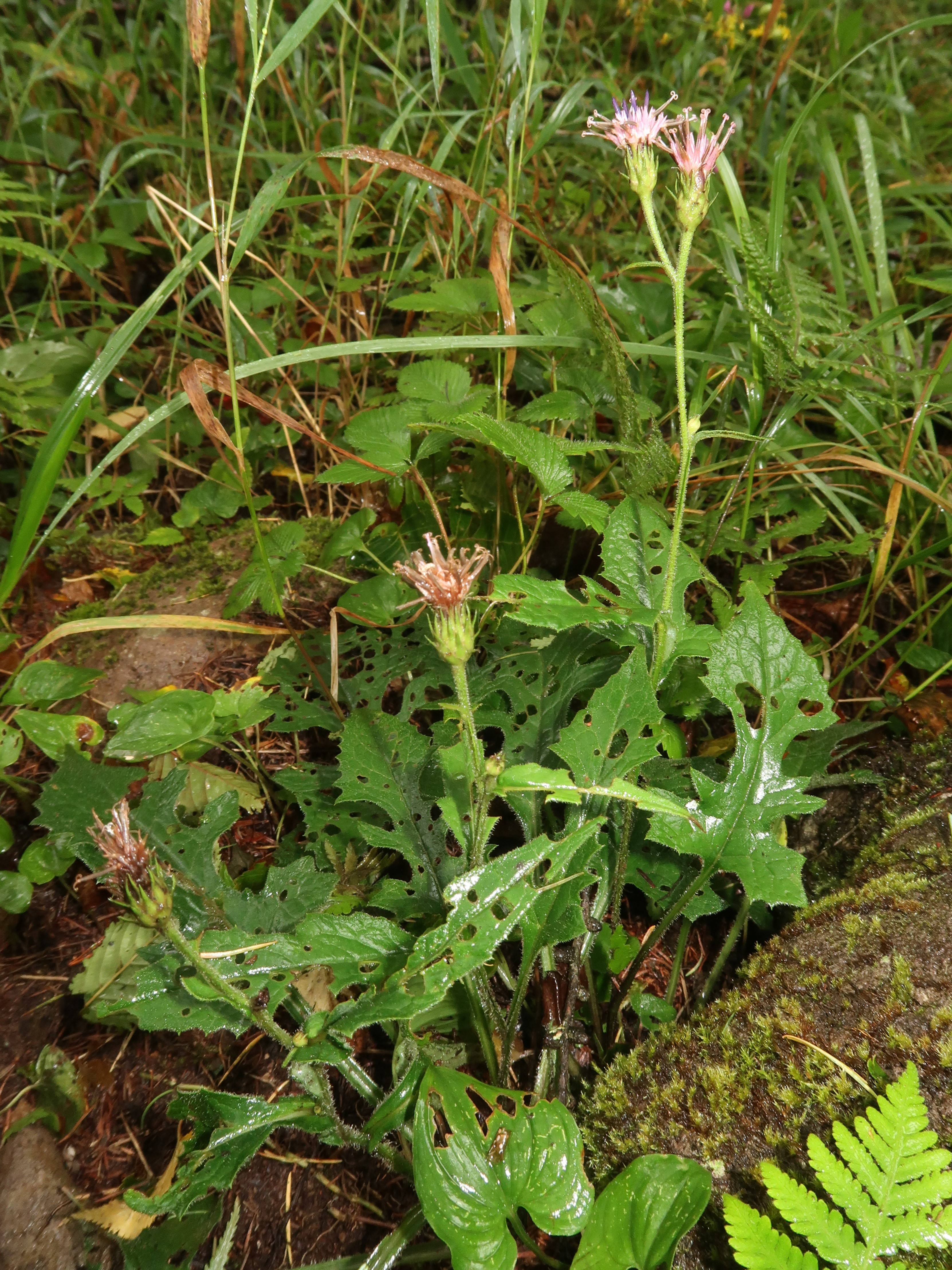
亜高山帯の林縁のもの。